# Nakambé (regione amministrativa)
Nakambé, in precedenza denominata regione del Centro-Est (Centre-Est, in francese) è una delle 17 regioni del Burkina Faso. Il suo capoluogo è Tenkodogo. Prende il nome dal fiume Volta Bianco, detto appunta anche Nakambe, che scorre in Burkina Faso e Ghana.

## Suddivisione amministrative
La regione è suddivisa in tre province:
- Boulgou
- Koulpélogo
- Kouritenga